# Таласа (супутник)
Таласа (англ. Thalassa, дав.-гр. Θάλασσα) — внутрішній супутник планети Нептун. Названа на честь богині моря з грецької міфології. Також позначається як Нептун IV.

## Історія відкриття
Таласа була відкрита Річардом Террілом у вересні 1989 року за допомогою фото, зроблених апаратом «Вояджер-2». Про відкриття було оголошено 29 вересня 1989 року, також було повідомлено про 25 зображень, отриманих протягом 11 днів, таким чином, відкриття відбулося незадовго до 18 вересня. Супутник отримав тимчасове позначення S/1989 N 5. Власна назва була надана 16 вересня 1991 року.

## Характеристики

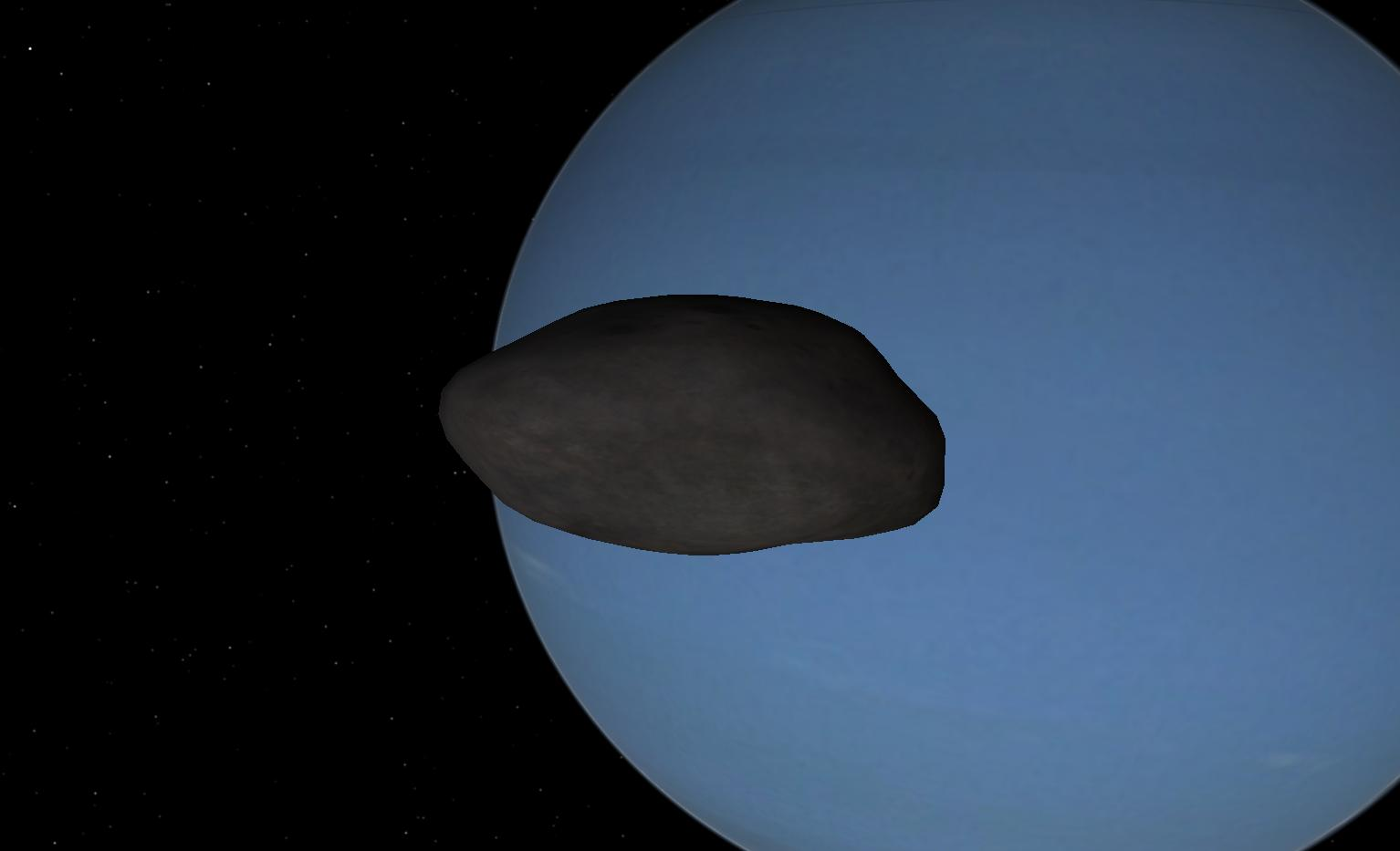
Таласа на орбіті Нептуна. Комп'ютерна модель у програмі Celestia.

Таласа має неправильну (несферичну) форму. Жодних слідів геологічної активності не виявлено. Ймовірно, Таласа, як й інші супутники на орбітах нижче Тритона, сформувалася з уламків раніше існуючих супутників Нептуна, що зруйнувалися у результаті зіткнень, викликаних збуреннями від Тритона після його захоплення Нептуном на початкову орбіту з високим ексцентриситетом. Форма Таласи нехарактерно дископодібна. Таласа обертається нижче синхронної навколонептунової орбіти, внаслідок чого орбіта цього супутника поступово знижується через вплив припливних сил. З часом вона може бути поглинена Нептуном або зруйнуватися через припливне розтягування й утворити кільце при досягненні межі Роша. У разі утворення кільця воно відносно швидко може захопити орбіту Деспіни.